# Phyllogonium elegans
Phyllogonium elegans là một loài rêu trong họ Phyllogoniaceae. Loài này được Hook. f. & Wilson mô tả khoa học đầu tiên năm 1844.